# Sociedade Brasileira de Meteorologia
A Sociedade Brasileira de Meteorologia (SBMET) foi criada em 1958 é a entidade representante dos profissionais de meteorologia no Brasil. Seu primeiro presidente foi Fernando Pimenta Alves.

## Administração
A instituição é regida por estatuto próprio e administrada por uma diretoria executiva, com gestões bienais.

O atual presidente da SBMET é o meteorologista  da UNESP - Bauru José Carlos Figueiredo. A vice-presidente é meteorologista Micheline Coelho.

## Atividades
Dentre suas principais atividades destacam-se a organização do Congresso Brasileiro de Meteorologia e a publicação da Revista Brasileira de Meteorologia.